# ピーキー
ピーキー（peaky）とは自動車などのエンジン、ハンドリング、タイヤ特性を表現する形容詞の一つで、指し示す対象によって具体的な意味は異なるが、「挙動が神経質であり、ある限定的な範囲では非常に高い性能を発揮するが、その範囲外の場合は操縦性が低い」という点で共通する。
日本国内での言葉の解釈は別にして、本来の意味としては自動車のハンドリングや挙動の特性を表現するものではなく、エンジン特性のみに限定して使われる言葉である。エンジン回転数がピーク（peak）付近のときに強いトルクを発生する高回転型エンジンの特性のことを言うものである。低い回転数ではトルクが弱く、スタート時にエンストしやすい、走行中にハイギアにシフトミスをして回転数が落ちると極端に加速しにくくなるなどの特性があり、高い回転数を維持したままで適正なギアシフト、クラッチミートを求められるのでピーキー（高回転型）なエンジンは素人には扱いにくいとされる。

## 言葉の用法

### エンジン
エンジンを「ピーキー」と表現する場合、エンジン本来のトルクが発生する回転域が狭いことを指す。具体的には、高回転域では大きなトルクが発生し、低中回転域では細々としたトルクしか発生しないということである。反対に、あらゆる回転域において安定した大きさのトルクが発生することをフラットという。
2ストロークエンジンが基本的にピーキーであるのに対し、4ストロークエンジンはフラットな特性を有していることが多い。

### 他の用法
ステアリング（ハンドル）の操舵特性やタイヤのグリップ性能にも「ピーキー」という表現を用いることがある。この場合、扱い方によっては一般の車に比べて高い性能を発揮するが、その反面、不安定な挙動を示しやすいという意味である。
転じて、機械などに対して「熟練した者が扱えば非常に高い性能を発揮するが、熟練していない者にとっては使いこなすのが難しい」という意味で使われることもある。

## 用途
市街地などの通常の走行においては、低速～中速での走行が多く、路面状況・交通状況は走行する場所により様々であり、また運転者の運転技能の熟練度にも個人差があるため、一般的な市販の自動車は様々な状況で乗りやすく安定した性能を発揮することが求められる。つまり、ピーキーな走行性能は一般的な市販車としては好ましくない走行性能である。ピーキーな自動車の運転に当たっては、一般人では安全に走らせることすら難しいため、相応の訓練を積む必要がある。
一方、スポーツ走行や自動車競技を目的とした一部のスポーツカーやオートバイ、レーシングカーではピーキーな走行性能を有するものもあり、もともとモータースポーツ分野に於いてマシン性能を形容する表現だった。アニメ映画『AKIRA』の劇中では、主人公の金田正太郎が自分のバイクに跨がる友人の島鉄雄に対し「ピーキーすぎてお前にゃ無理だよ！」と言った。

## 語源
ピーク（peak：山頂、頂点、絶頂）に由来する言葉であり、エンジンの回転数と発生するトルクを折れ線グラフで表したところ、高峰を描いたかのようなグラフになったためにピーキーという表現が生まれたといわれている。peakyという英単語は存在するが「尖った、山のような、針のような」という単なる形容詞であり、日本語で用いられている上述のようなハンドリングなど（エンジン特性以外）の自動車の性能特性を表現する意味は持たない。

## 参照
- https://en.wiktionary.org/wiki/peaky （英語版ウィクショナリー）